# Damad Ferid Pascha

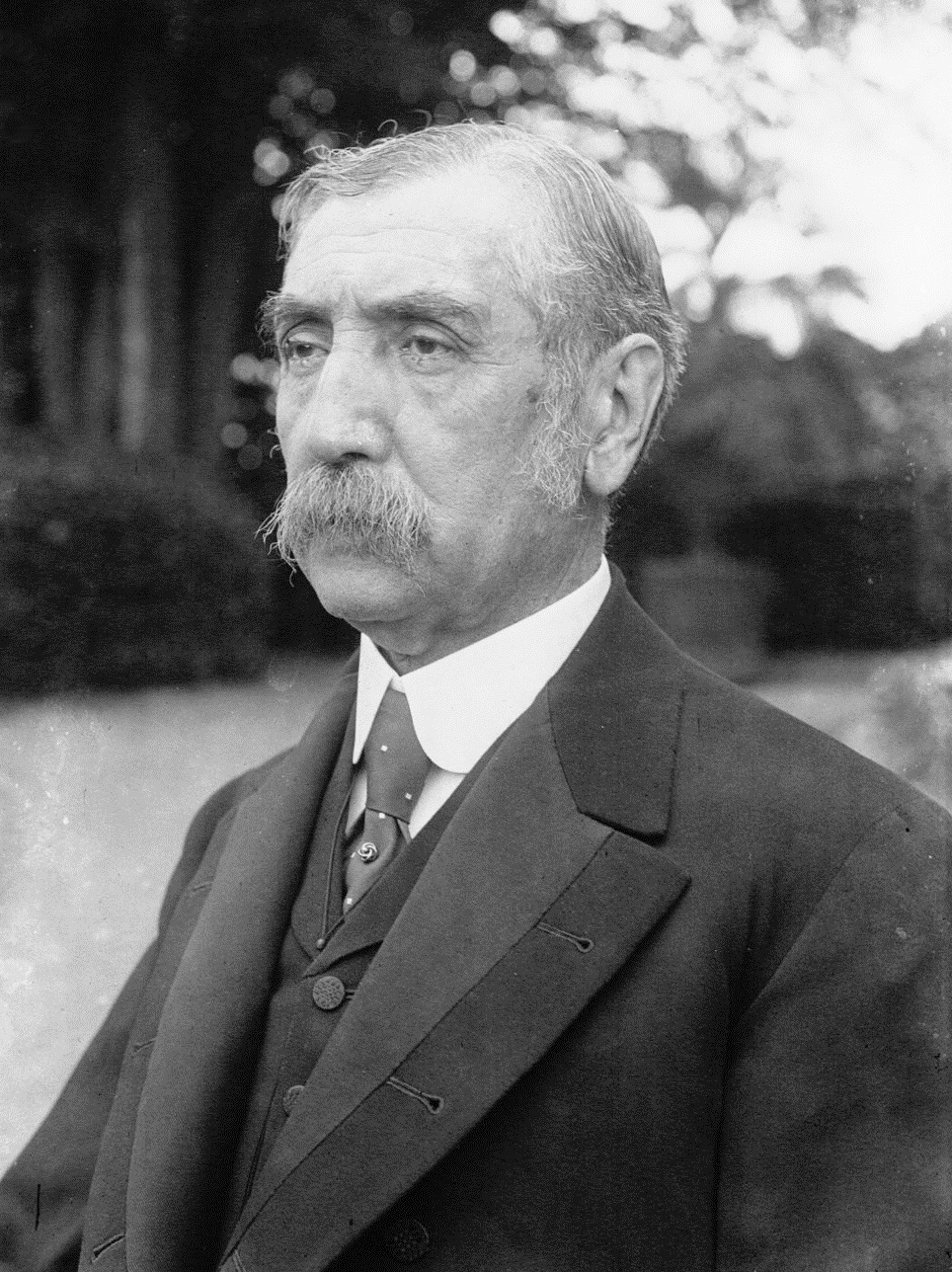
Damad Ferid Pascha (1919)

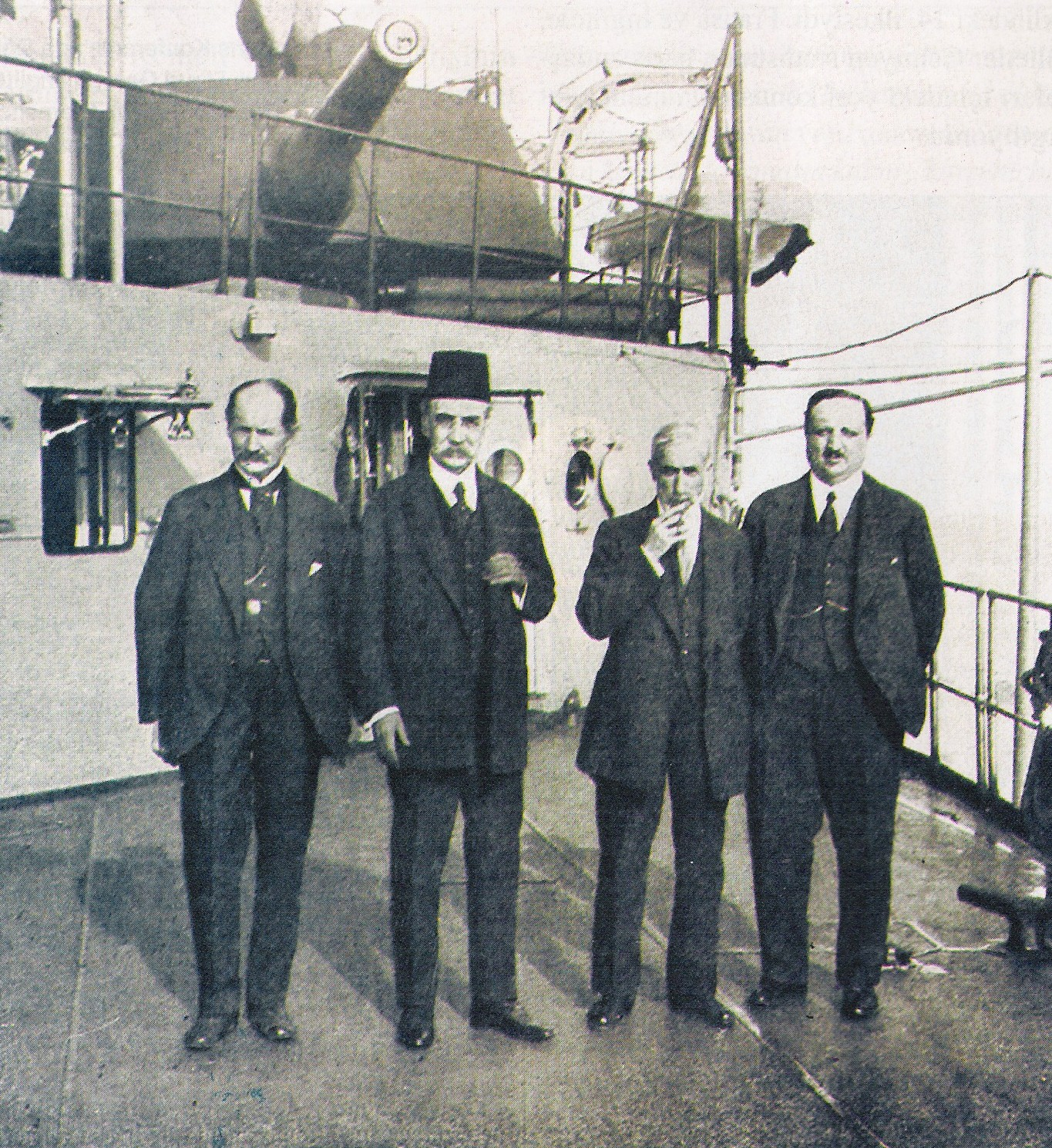
Damad Ferid Pascha (2. von links) mit drei Signatoren des Vertrages von Sèvres. Rechts von ihm Rıza Tevfik Bölükbaşı, links von ihm der osmanische Minister für Bildung Bağdatlı Hadi Pascha und der Botschafter Reşad Halis. Das Foto wurde auf dem Schiff aufgenommen, das sie zu den Friedensverhandlungen nach Frankreich brachte. Alle vier Personen verloren nach dem türkischen Unabhängigkeitskrieg die Staatsangehörigkeit und wurden unter den 150 personae non gratae der Türkei gelistet.

Damad Ferid Pascha, mit vollem Namen Damad Mehmed Adil Ferid Pascha (osmanisch داماد محمد عادل فريد پاشا, * 1853 in Istanbul; † 6. Oktober 1923 in Nizza, Frankreich) war ein osmanischer Staatsmann, der unter dem letzten Sultan Mehmed Vahideddin vom 4. März 1919 bis zum 2. Oktober 1919 und vom 5. April 1920 bis zum 21. Oktober 1920 zweimal Großwesir war.
Dabei bildete er fünf Kabinette und wird somit fünfmal als Großwesir gezählt. Den Titel Damad (Schwiegersohn) erhielt er durch seine Heirat mit Mediha Sultan, einer Tochter Sultan Abdülmecids I. Durch diese Ehe wurde er zum Schwager von Sultan Mehmed Vahideddin.

## Biografie
Ferid Pascha wurde 1853 in Istanbul als Sohn von Seyyid Hasan İzzet Efendi geboren, einem Mitglied des Staatsrates (Şûrâ-yı Devlet), dessen Familie aus dem Dorf Potoci nahe dem Ort Pljevlja im heutigen Montenegro stammte. Ferid Pascha arbeitete im osmanischen Außenministerium, und an den Botschaften in Paris, Berlin, Petersburg und London. Wie sein Vater wurde er 1884 Mitglied der Şûrâ-yı Devlet und erhielt den Titel eines Wesirs. Als ihm der Posten des Botschafters in London von Sultan Abdülhamid II. verweigert wurde, zog er sich aus den öffentlichen Ämtern zurück und kehrte erst im Jahr 1908 als Mitglied des Senats (Heyʾet-i Aʿyān) zurück.
In seine erste Amtsperiode als Großwesir fielen die Besetzung Izmirs durch griechische Truppen und die darauf folgenden Unruhen. Er war als Nachfolger von Yusuf Franko Pascha zugleich Außenminister (Hariciye nazırı). Am 11. Juni 1919 gestand Ferid öffentlich die Verbrechen an der armenischen Minderheit im Osmanischen Reich ein, die heute als Völkermord an den Armeniern bekannt sind, und verurteilte die Hauptverantwortlichen in Kriegsverbrecherprozessen, die er gleich nach dem Ersten Weltkrieg einleitete, zum Tode. Die einzigen Schuldigen waren seiner Ansicht nach „Talât, Enver und Cemal“ und „eine Handvoll zweitrangiger Komplizen“. Nicht nur Christen seien verfolgt worden. Auch drei Millionen Muslime hätten den Terror des Komitees für Einheit und Fortschritt zu spüren bekommen. Die türkische Nation sei völlig unschuldig. Die „Degenerierten“, die die Verbrechen verübt hätten, seien nichts als Bolschewiken gewesen. Am 30. September 1919 wurde er aus dem Amt entlassen, aber nach zwei kurzlebigen Regierungen unter Ali Rıza Pascha und Hulusi Salih Pascha musste ihn der Sultan erneut berufen und eine Regierung, die am 5. April 1920 antrat, bilden lassen. Es war seine Regierung, die im August 1920 den Vertrag von Sèvres unterzeichnete. Damad Ferid Pascha blieb bis zum 17. Oktober 1920 Großwesir, wobei er zwei weitere Kabinette bildete.
In seiner zweiten Amtsperiode war er als Großwesir zumindest nominell verantwortlich für die Entsendung von Mustafa Kemal Pascha (Atatürk) nach Anatolien im Mai 1919, die den Beginn des türkischen Befreiungskrieges bedeutete. Mit der Unterzeichnung des Friedensvertrags von Sevres, welches dem Land sehr harte Bedingungen aufzwang, verursachte er eine scharf geführte Auseinandersetzung um seine Person, auf die er reagierte, indem er der nationalen Bewegung von Mustafa Kemal Pascha in Ankara zunehmend feindlich gegenübertrat und mehr und mehr mit den Besatzungsmächten zusammenarbeitete. So initiierte er die Kuva-yi İnzibatiye (die Kalifatsarmee) und unterstützte Aufstände gegen die nationale Gegenregierung in Ankara.
Nach dem Sieg der Regierung von Ankara über die Griechen im Griechisch-Türkischen Krieg floh er am 21. September 1922 nach Europa. Das Unabhängigkeitsgericht in Ankara hatte ihn wegen Landesverrats zum Tode verurteilt. Am 6. Oktober 1923 starb er in Nizza.